# Siegel-bovenhalfvlak
In de complexe functietheorie, een deelgebied van de wiskunde, is het Siegel-bovenhalfvlak de verzameling van g×g vierkante, symmetrische matrices over de complexe getallen waarvan het imaginaire deel een positief-definiete matrix is. g wordt de graad of genus van het Siegel-bovenhalfvlak genoemd. Het concept werd in 1939 door de Duitse wiskundige Carl Ludwig Siegel geïntroduceerd. 
In het geval van {\displaystyle g=1} is het Siegel-bovenhalfvlak gelijk aan het meer bekende bovenhalfvlak.